# Yo La Tengo
Yo La Tengo (oft abgekürzt als YLT) ist eine US-amerikanische Indie-Rock-Band, die 1984 in Hoboken, New Jersey, gegründet wurde. Seit 1992 besteht sie aus Ira Kaplan (Gitarre, Klavier, Gesang), Georgia Hubley (Schlagzeug, Klavier, Gesang) und James McNew (Bass, Gesang). Trotz des begrenzten kommerziellen Erfolges gelten Yo La Tengo als Kritikerliebling. Obwohl sie hauptsächlich Eigenkompositionen spielen, sind Yo La Tengo bekannt für ihr umfangreiches Repertoire an Coversongs, sowohl live als auch auf Platte.
Der Name Yo La Tengo ist spanisch und bedeutet übersetzt „Ich habe sie“. Mit diesem Ausdruck wird im Baseball ausgesagt, dass man den Ball fangen wird und die Mitspieler keine Kollision riskieren sollen.

## Geschichte
Die Band wurde 1984 gegründet. Seit dieser Zeit sind Ira Kaplan und Georgia Hubley dabei. Mit Dave Schramm und Mike Lewis wurde die erste Single The River Of Water eingespielt. In derselben Besetzung folgte 1986 das Album Ride The Tiger. Schramm und Lewis verließen die Band, während Stephen Wichnewski dazukam. Die 1987 veröffentlichte Platte New Wave Hot Dogs wurde von den Kritikern gelobt, war aber kein kommerzieller Erfolg. Dasselbe geschah mit der 1989 veröffentlichten Platte President Yo La Tengo.
1990 wurde Fakebook veröffentlicht, eine Platte fast ausschließlich mit akustischen Coverversionen von u. a. Cat Stevens, Gene Clark, den Kinks und Daniel Johnston. Es folgten May I Sing with Me (1992) und Painful (1993) mit dem neuen Bassisten James McNew. Die Band war bei Insidern und Kritikern bereits jetzt eine der wichtigsten Bands der 1990er Jahre. Mit Electr-O-Pura (1995) festigte sich dieser Ruf. Yo La Tengo wurden schon früh mit The Velvet Underground verglichen – daher war es naheliegend, dass Yo La Tengo im Film I Shot Andy Warhol die Velvets spielten. Es folgten I Can Hear the Heart Beating as One (1997), And Then Nothing Turned Itself Inside-Out (2000) sowie Summer Sun (2003).
2005 veröffentlichten Yo La Tengo eine Zusammenstellung alter Songs auf zwei CDs unter dem Namen Prisoners of Love. Dazu gibt es eine A Smattering of Outtakes and Rarities genannte CD mit raren Stücken. 2006 erschien die CD Yo La Tengo Is Murdering the Classics (über die Website der Band erhältlich), auf denen Coversongs zu hören sind, die Yo La Tengo während der jährlichen WFMU-Spendenmarathons seit 1996 gespielt hatten.
Für das in Chicago aufgenommene und im Januar 2013 veröffentlichte Album Fade engagierte die Band erstmals den Produzenten und Soundtüftler John McEntire, der mit Gruppen wie Tortoise oder The Sea and Cake Mitte der 1990er Jahre das Genre des Post-Rock prägte. Sein Einfluss ist auf dem Album deutlich zu hören. 2015 veröffentlichten sie mit Stuff Like That There ein Album, das sich stilistisch und inhaltlich an das 25 Jahre zuvor erschienenen Fakebook anlehnte. Auch der frühere Gitarrist der Band Dave Schramm war an den Aufnahmen beteiligt.

## Diskografie

### Alben
| Jahr | Titel                                           | Höchstplatzierung, Gesamtwochen, AuszeichnungChartplatzierungen (Jahr, Titel, Platzierungen, Wochen, Auszeichnungen, Anmerkungen) | Höchstplatzierung, Gesamtwochen, AuszeichnungChartplatzierungen (Jahr, Titel, Platzierungen, Wochen, Auszeichnungen, Anmerkungen) | Höchstplatzierung, Gesamtwochen, AuszeichnungChartplatzierungen (Jahr, Titel, Platzierungen, Wochen, Auszeichnungen, Anmerkungen) | Höchstplatzierung, Gesamtwochen, AuszeichnungChartplatzierungen (Jahr, Titel, Platzierungen, Wochen, Auszeichnungen, Anmerkungen) | Höchstplatzierung, Gesamtwochen, AuszeichnungChartplatzierungen (Jahr, Titel, Platzierungen, Wochen, Auszeichnungen, Anmerkungen) | Anmerkungen |
| Jahr | Titel                                           | UK | US | DE | AT | CH | Anmerkungen |
| ---- | ----------------------------------------------- | --- | --- | --- | --- | --- | ----------- |
| 2000 | And Then Nothing Turned Itself Inside-Out       | UK79 (1 Wo.)UK | US138 (2 Wo.)US | — | — | — |             |
| 2003 | Summer Sun                                      | UK76 (1 Wo.)UK | US115 (2 Wo.)US | DE95 (1 Wo.)DE | — | — |             |
| 2006 | I Am Not Afraid of You and I Will Beat Your Ass | UK87 (1 Wo.)UK | — | DE70 (1 Wo.)DE | — | — |             |
| 2009 | Popular Songs                                   | — | US58 (4 Wo.)US | DE100 (1 Wo.)DE | — | — |             |
| 2013 | Fade                                            | UK82 (1 Wo.)UK | US26 (3 Wo.)US | DE66 (1 Wo.)DE | AT71 (1 Wo.)AT | CH95 (1 Wo.)CH |             |
| 2015 | Stuff Like That There                           | UK86 (1 Wo.)UK | US96 (1 Wo.)US | — | — | — |             |
| 2018 | There’s a Riot Going On                         | UK60 (1 Wo.)UK | US136 (1 Wo.)US | DE63 (1 Wo.)DE | — | CH47 (1 Wo.)CH |             |
| 2023 | This Stupid World                               | — | — | DE18 (1 Wo.)DE | — | CH35 (2 Wo.)CH |             |

Weitere Alben
- 1986: Ride the Tiger
- 1987: New Wave Hot Dogs
- 1989: President Yo La Tengo
- 1990: Fakebook
- 1992: May I Sing with Me
- 1993: Painful!
- 1995: Electr-O-Pura
- 1997: I Can Hear the Heart Beating as One
- 2002: The Sounds of the Sounds of Science
- 2006: Yo La Tengo Is Murdering the Classics
- 2008: They Shoot, We Score
- 2014: Extra Painful
- 2020: We Have Amnesia Sometimes

Kompilationen
- 1996: Genius + Love = Yo La Tengo (mit Jad Fair und Daniel Johnston)
- 2005: Prisoners of Love
- 2006: Yo La Tengo Is Murdering the Classics
- 2008: They Shoot, We Score
- 2016: Murder in the Second Degree

mit Jad Fair
- 1998: Strange But True

### Singles
| Jahr | Titel Album                                                   | Höchstplatzierung, Gesamtwochen, AuszeichnungChartsChartplatzierungen (Jahr, Titel, Album, Platzierungen, Wochen, Auszeichnungen, Anmerkungen) | Anmerkungen |
| Jahr | Titel Album                                                   | UK | Anmerkungen |
| ---- | ------------------------------------------------------------- | --- | ----------- |
| 2000 | Saturday And Then Nothing Turned Itself Inside-Out            | UK92 (1 Wo.)UK |             |
| 2000 | You Can Have It All And Then Nothing Turned Itself Inside-Out | UK87 (1 Wo.)UK |             |

Weitere Singles und EPs (Auswahl)
- 1991: That Is Yo La Tengo
- 1992: Upside Down
- 1993: Shaker
- 1994: From a Motel 6
- 1995: Tom Courtenay
- 1995: Camp Yo La Tengo
- 1997: Autumn Sweater
- 1997: Blue-Green Arrow
- 1997: Little Honda
- 1997: Rocket #9
- 1997: Sugarcube
- 1999: Some Other Dimensions in Yo La Tengo (mit Other Dimensions in Music)
- 2000: You Can Have It All
- 2000: Danelectro
- 2000: Saturday
- 2002: Merry Christmas
- 2002: Nuclear War
- 2003: Today Is the Day